# 鳳林寺 (杉並区)
鳳林寺（ほうりんじ）は、東京都杉並区にある曹洞宗の寺院。

## 概要
1558年（永禄元年）、松栖用鶴によって開山した。元々は、現在の飯田橋駅付近に位置していたが、1625年（寛永2年）に牛込七軒寺町（現・東京都新宿区弁天町）に移転した。
1657年（明暦3年）に荒川重照が葬られて以降、旗本荒川家の菩提寺となった。
1874年（明治7年）、「爽山寺」を合併した。爽山寺には延命地蔵があり、合併時に当寺に安置された。現在では、「鳳林寺のお地蔵さん」として親しまれている。
1914年（大正3年）、道路拡張工事のため、現在地に移転した。

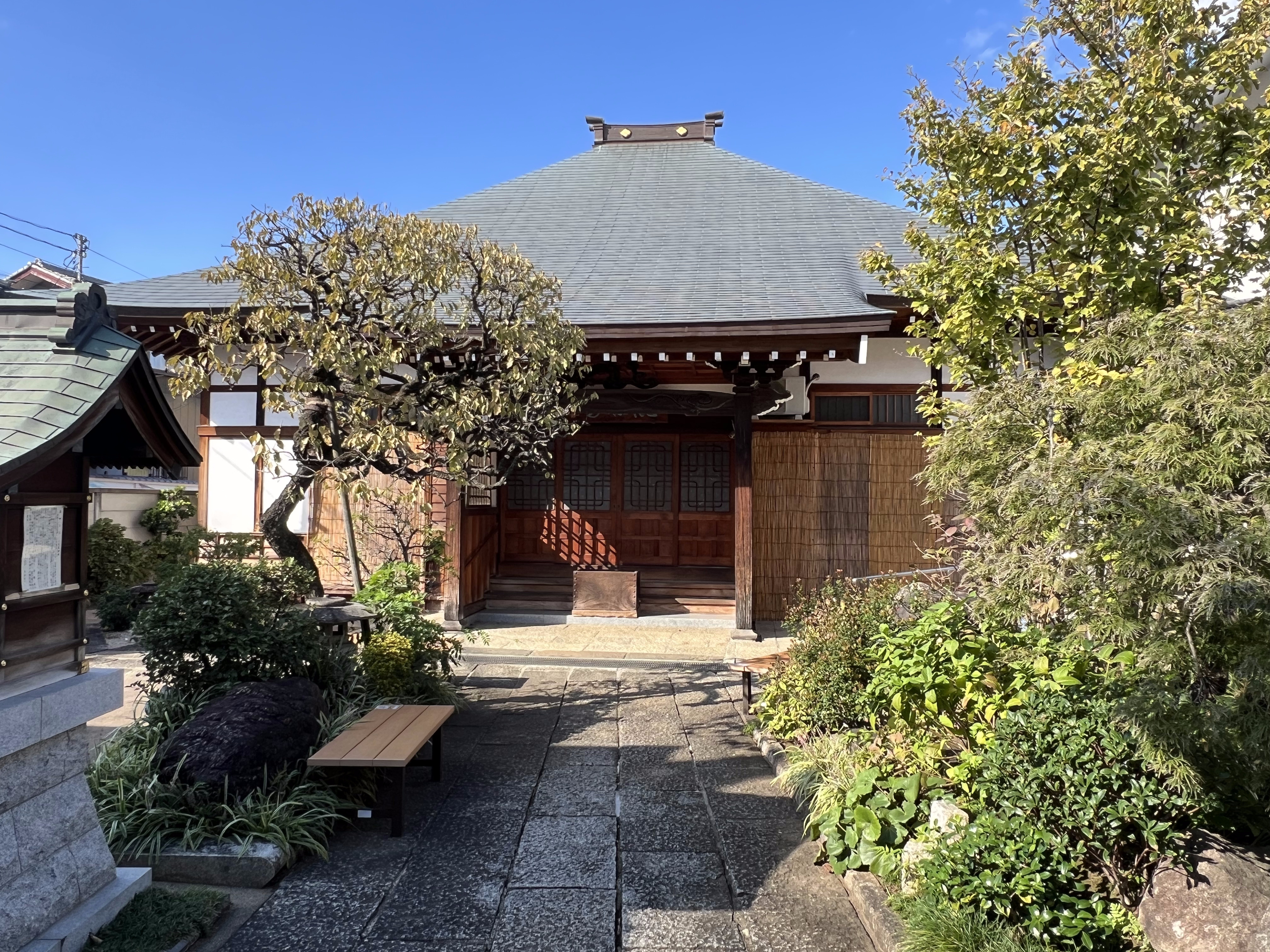
本堂

## 墓所
- 多賀谷楽山（医師）
- 多賀谷向陵（書家）
- 多賀谷酔雪（画家、向陵の子）
- 内山椿軒（狂歌師）
- 田中義成（国史学者）

## 交通アクセス
- 地下鉄丸ノ内線新高円寺駅より徒歩8分。
- 中央線快速・高円寺駅より徒歩8分